# バイブル商法
バイブル商法（バイブルしょうほう）とは、健康食品や代替療法に関して、その効能、理論、体験談等を書いた本（通称「バイブル本」と言う）を実質的な広告にして医薬品医療機器等法の規制を抜けようとする商法のこと。ステルスマーケティングの一形態である。
ある特定の健康食品や民間療法行為で完治したという内容の本を出し、その本の巻末やしおりなどに健康食品の販売会社や医療機関、民間療法の連絡先が記載されている。その連絡先はその本の著者や出版社と関係が深いことが多い。また、その健康食品はその効果は広く認められているとしても劇的な効能を期待させるのには無理があることが多い。高価な自由診療（保険外診療）や、研究・実験段階の医療であるものも多い。根本的な治療法がなかったり、難治性や末期の病気で苦しんでいる人を対象としたものが多い。またその本の新聞広告なども宣伝を兼ねている。

## 法律との関係
健康食品の効能を謳うことは、医薬品でないため原則的（保健機能食品は例外）には禁止されている。もし、効能を謳えば医薬品として扱われるので、もはや「食品」ではなく「無許可の医薬品」ということになり医薬品医療機器等法違反となる。2005年10月にはこの薬事法（当時）違反の容疑で、アガリクスに関するバイブル本の執筆者、監修者、出版社の役員や従業員、健康食品販売会社代表らが逮捕され、書類送検されている。
また、健康増進法の観点から見ると、「（食品について）著しく事実に相違する表示をし、又は著しく人を誤認させるような表示をしてはならない。」（同法　第三十二条の二）に抵触する。これらの規制を回避するために表現の自由がある出版物の形で効能を謳うという巧妙な手段である。そのため、前述の容疑で関係者が送検された件については、表現の自由の制約であるとして問題にならないかどうかという観点から慎重な捜査が行われた。

## バイブル本の特徴
独立行政法人・国立健康・栄養研究所は、健康食品の誇大広告になりそうな文言の例を挙げ注意している。
この発表に拠れば、以下のような特徴（問題点）が顕著だとされている。
「即効性」「万能」「最高のダイエット食」
過度の期待を抱かせる表現がある。
「ガンが治った」などの具体的な治療・治癒例に言及している。
医薬品ではない。
「天然」「食品だから安全」「全く副作用がない」
化学合成品であるかどうかは本来安全性と関係はない。例えば、野山に生えている毒草を食すると健康を害する。
「新しい科学的進歩」「奇跡的な治療法」「他にない」「秘密の成分」「伝統医療」
十分な安全性が研究されていない未承認医薬品成分を含有し、その副作用が出る事例も報告されている。
「驚くべき体験談、医師などの専門家によるお墨付き」とする。
ある症例を取り上げるが、そもそも万人に普遍的効果のある治療法は存在せず、症状に合った治療法が選択されるべきである。また臨床的にきちんとした客観的データであるとは認められず、他の要因（患者当人が通常の医院にも通っていたりする）による治療効果の可能性を無視しているケースも見られる。
「厚生労働省許可」「厚生労働省承認済み」を謳う。
特定保健用食品以外では、厚生労働省は健康食品の認可作業は行わない。また、輸入健康食品では過去の健康被害事例の教訓から成分表の提出を求める事もあるが、この成分表提出と輸入販売許可を持って「許可」や「承認済み」とするケースも見られる。この場合の輸入販売の許可は単に「特定の規制されるべき薬品成分を含まない」という事の査証に過ぎない。
「○○に効くと言われています」
伝聞調とする事で、世間の噂・評判・伝承・口コミ・学説等をもとに治癒できるという誤解をおかしやすい。
特許番号を記載する。あるいは特許出願中と記載する。
特許は医学的効果を証明するものではない。製品の製造方法や仕組みなどについて、独自性があれば特許は認められる。特別な医学的効果のない一般的な食品の加工技術でも、特許は成立する。とりわけ出願番号については、出願書類に不備がない限り自動的に付与されるものであり、特許として成立する前の番号である。特許庁は、出願書類を受け取ればそれに番号をつけて管理している。と、いう以上の意味は無い。同様に商標登録、実用新案取得等も利用される事もあるが、商標権については単に他の商品名とは違うという独自性があるだけであり、実用新案については、出願すれば特許庁による審査を受けなくても取得でき、医学的・技術的な裏付けがなされているわけではない。
「○○を食べると、3日目位に湿疹が見られる場合がありますが、これは体内の古い毒素などが分解され、一時的に現れるものです。これは体質改善の効果の現れです。そのままお召し上がりください。」
健康情報筋で好転反応と呼ばれている現象だが科学的根拠はない。強い効果や即効性等があると誤認をしやすい。また通常の医療行為によって抑えられていた症状が、医療行為の取りやめることによって悪化の転帰をとることを、正常な現象であるかのように描写できる。この場合、診療にかかる機会を逃してしまう。
この他にも、やってもいない動物実験や条件設定が不適切な動物実験に基づく主張をしたり（ビーカーを使用した動物実験でさえないものもある）、ヒトと実験動物の体の構造や生理的機能が異なるにもかかわらず、ヒトにおいても同様の効果がでると主張することもある。その結果、人体には無益であるばかりでなく、有害な作用が生じる危険性もある。架空の体験談をでっち上げるケースも報じられている。

### 備考
なお、大手新聞社が発行する新聞の広告欄にバイブル本の広告が見られる。時には記事形式の広告であることもあり、その場合には内容に注意する必要がある。過去に大きな事件を起した企業で無い限り、大手新聞社ではあからさまに公共良俗に反する内容でなければこの広告を拒む事はない。また、大手新聞社・出版社が広告を掲載しているからといってこれら大手企業が広告の内容を認めているわけではない。